# Cryptanura mediostrigosa
Cryptanura mediostrigosa är en stekelart som beskrevs av Joseph Augustine Cushman 1945. Cryptanura mediostrigosa ingår i släktet Cryptanura och familjen brokparasitsteklar. Inga underarter finns listade i Catalogue of Life.